# Ротор (математика)
Ро́тор дво- чи тривимірного векторного поля в математиці — вектор, координати якого визначаються визначником третього порядку, перший рядок якого — орти координатних осей, другий — оператори частинного диференціювання в такому ж порядку, як і орти осей, третій — координати функції, яка визначає векторне поле.
{\displaystyle {\text{rot}}\;\mathbf {A} =\left|{\begin{matrix}\mathbf {i} &\mathbf {j} &\mathbf {k} \\{\frac {\partial }{\partial x}}&{\frac {\partial }{\partial y}}&{\frac {\partial }{\partial z}}\\A_{x}&A_{y}&A_{z}\end{matrix}}\right|=\left({\frac {\partial A_{z}}{\partial y}}-{\frac {\partial A_{y}}{\partial z}}\right)\mathbf {i} +\left({\frac {\partial A_{x}}{\partial z}}-{\frac {\partial A_{z}}{\partial x}}\right)\mathbf {j} +\left({\frac {\partial A_{y}}{\partial x}}-{\frac {\partial A_{x}}{\partial y}}\right)\mathbf {k} }
З практичної точки зору ротор векторного поля характеризує обертальну здатність поля в даній точці: вона найбільша саме в площині, перпендикулярній ротору.
Поле, для якого ротор в кожній точці є нульовим вектором, називають потенціальним.
Назву "ротор" (англ. curl) запропонував 1871 року Джеймс Клерк Максвелл, але концепцію, можливо, вперше використав 1839 року для побудови теорії оптичного поля Джеймс Маккуллаг.

## Позначення
{\displaystyle \operatorname {rot} } (використовується в російськомовній літературі, також в багатьох країнах Європи) або
{\displaystyle \operatorname {curl} } (в англомовній),
а також — як векторний добуток диференціального оператора набла на векторне поле:
{\displaystyle \mathbf {\nabla } \times .}

## Приклад
Обертання навколо осі {\displaystyle z} зі сталою кутовою швидкістю {\displaystyle w} (траєкторії є колами з центром на {\displaystyle z-}осі): {\displaystyle \mathbf {v} =\langle -wy,wx,0\rangle .}
Тоді {\displaystyle \nabla \times \mathbf {v} =\dots =0\mathbf {\hat {i}} +0\mathbf {\hat {j}} +(w+w)\mathbf {\hat {k}} =2w\mathbf {\hat {k}} .} Отже, довжина ротора дорівнює подвоєній кутовій швидкості і напрямок збігається з віссю обертання.

## Фізичне значення
Розглянемо ротор у xy-площині. Ми інтерпретуємо ротор як подвоєну кутову швидкість маленького гребного колеса у цій точці.
Функцію {\displaystyle ({\rm {curl}}\,\mathbf {F} )} можна розглядати як вимір тенденції {\displaystyle \mathbf {F} } створювати обертання. Інтерпретуючи {\displaystyle \mathbf {F} } як силове поле або поле швидкостей, {\displaystyle \mathbf {F} } примушуватиме об'єкт розташований у точці {\displaystyle P_{0}} обертатись із кутовою швидкістю пропорційною до {\displaystyle ({\rm {curl}}\,\mathbf {F} )_{0}.}
Щоб бачити це використаємо гребне колесо з радіусом {\displaystyle a} і центром у {\displaystyle (x_{0},y_{0}),} і вертикальною віссю. Нас цікавить як швидко обертатиметься колесо. Якби колесо мало лише одну лопать, швидкість цієї лопаті було б {\displaystyle \mathbf {F} \cdot \mathbf {t} ,} тобто дорівнювала б складовій сили перпендикулярній до лопаті (спрямованій уздовж дотичної).
Оскільки {\displaystyle \mathbf {F} \cdot \mathbf {t} ,} не однакова уздовж усього кола, якщо б колесо мало лише одну лопать, то його обертання було б нерівномірним. Але якщо лопатей багато, тоді колесо крутилось би із швидкістю, що дорівнювала б середньому значенню {\displaystyle \mathbf {F} \cdot \mathbf {t} ,} уздовж кола. Це значення можна знайти шляхом інтегрування і ділення на довжину кола:
| швидкість лопаті | {\displaystyle ={\frac {1}{2\pi a}}\oint _{C}\mathbf {F} \cdot \mathbf {t} ds={\frac {1}{2\pi a}}\oint _{C}\mathbf {F} \cdot d\mathbf {r} } |
|                  | {\displaystyle ={\frac {1}{2\pi a}}\int \int _{R}({\rm {curl}}\,\mathbf {F} )_{0}dxdy,} згідно з теоремою Гріна                             |
|                  | {\displaystyle \approx {\frac {1}{2\pi a}}({\rm {curl}}\,\mathbf {F} )_{0}\pi a^{2},}                                                       |
де {\displaystyle ({\rm {curl}}\,\mathbf {F} )_{0}} це значення функції у {\displaystyle (x_{0},y_{0}).} Обґрунтуванням останнього наближення є те, що якщо коло утворене гребним колесом маленький, тоді {\displaystyle ({\rm {curl}}\,\mathbf {F} )} по всьому регіону має значення приблизно {\displaystyle ({\rm {curl}}\,\mathbf {F} )_{0},} отже множачи цю сталу на площу круга ми отримуємо значення подвійного інтеграла. З цього ми виводимо дотичну швидкість гребного колеса:
{\displaystyle {\frac {a}{2}}({\rm {curl}}\,\mathbf {F} )_{0}.}
Ми можемо позбутися {\displaystyle a} використавши кутову швидкість:
{\displaystyle \omega _{0}\approx {\frac {1}{2}}({\rm {curl}}\,\mathbf {F} )_{0}.}